# Bryan Josh
Bryan Josh est un musicien britannique, guitariste, chanteur et un des compositeurs et membres fondateurs du groupe Mostly Autumn. Il est né en 1967 à [Où ?].
Avant de fonder Mostly Autumn, il fait ses armes au sein du groupe de rock Expressions, effectuant principalement des reprises de Pink Floyd. Il fut également professeur de guitare, et tout comme Hank Marvin, Ritchie Blackmore et David Gilmour, il utilise une Fender Stratocaster. Ses goûts musicaux sont en particulier Pink Floyd, Alan Parsons Project, Maddy Prior et la première période de Genesis.[réf. nécessaire]

## Discographie

### Albums
- Through These Eyes (2008)